# Convertiplan

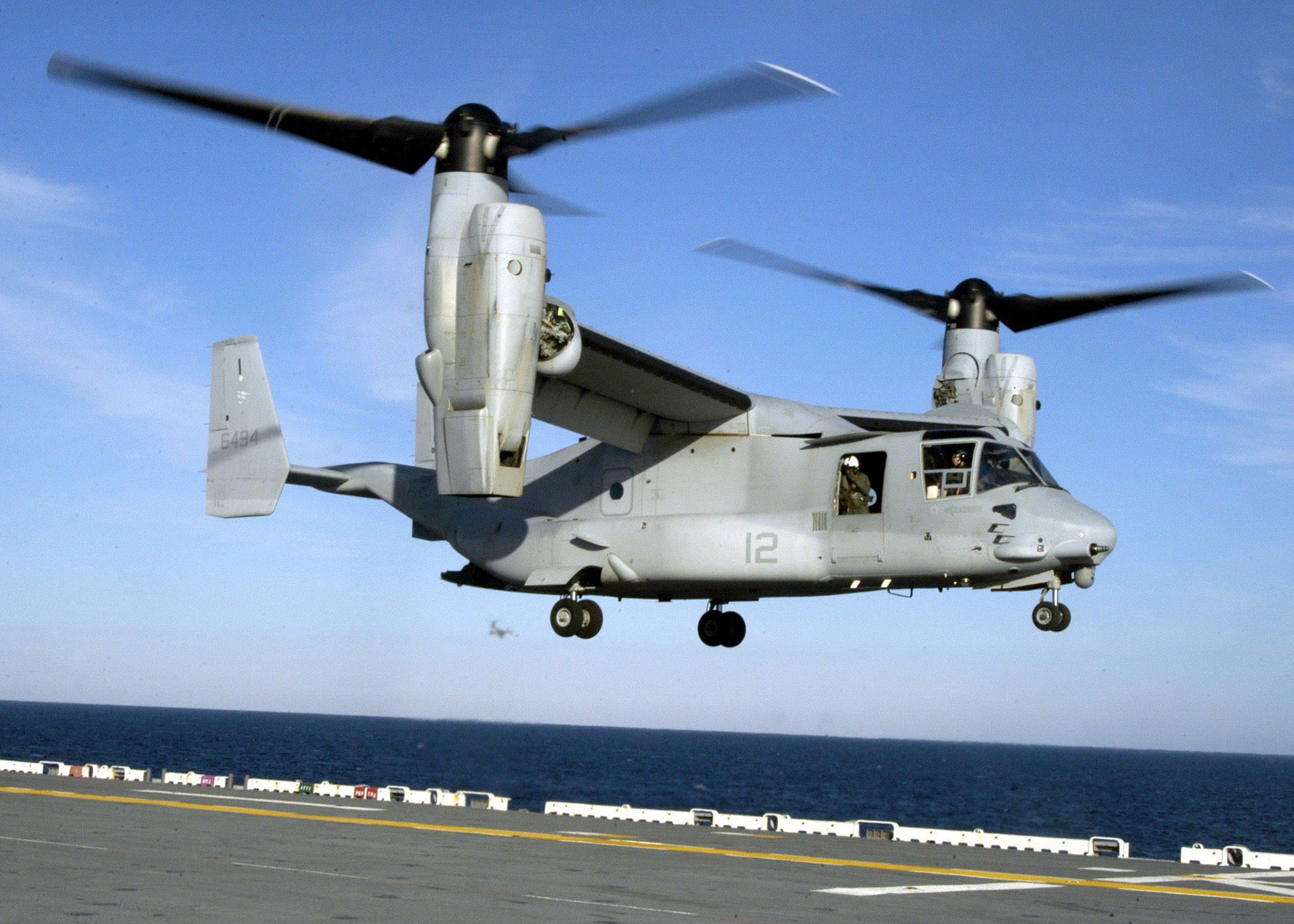
Bell Boeing V-22 Osprey

Convertiplanul este, conform definiției date de Federația Aeronautică Internațională, un vehicul aerian care își folosește elicele pentru decolare și aterizare verticală și utilizează suprafețele portante fixe pentru zborul orizontal. Datorită construcției sale poate decola și ateriza vertical ca elicopterul, însă este mai rapid decât acesta. 

## Clasificare

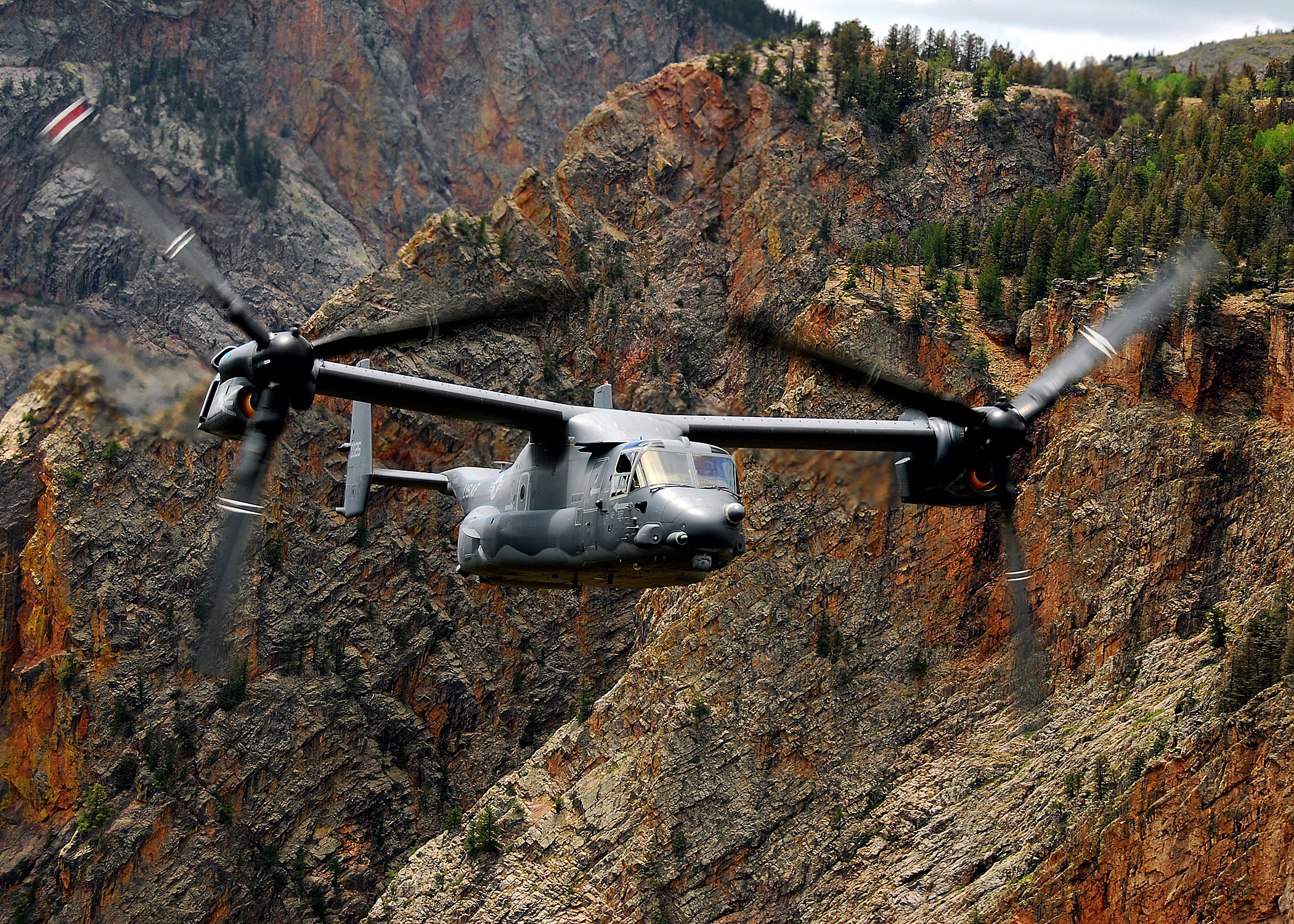
Un CV-22 al Forțelor Aeriene americane în zbor

Se cunosc următoarele tipuri de convertiplane:
- Tiltrotor, elicele căruia sunt montate pe axe sau nacele mobile la capătul aripilor fixe și folosite atât pentru zborul vertical, cât și pentru cel orizontal. În zbor vertical elicele se rotesc în plan orizontal ca elicele de suspensie ale unui elicopter. Odată ce vehiculul aerian își ia viteză, elicele sunt înclinate treptat înainte, în cele din urmă rotindu-se în plan vertical ca elicele de propulsie ale unui avion.
- Tiltwing, are o construcție similară cu convertiplanul de tip tiltrotor, însă elicele acestuia sunt montate direct pe aripi și își schimbă poziția împreună cu acestea.
- Stopped rotor, elicea căruia la decolare și aterizare funcționează ca o elice de elicopter, dar în cursul zborului de înaintare nu se mai rotește, ci funcționează ca o aripă fixă.

## Istorie

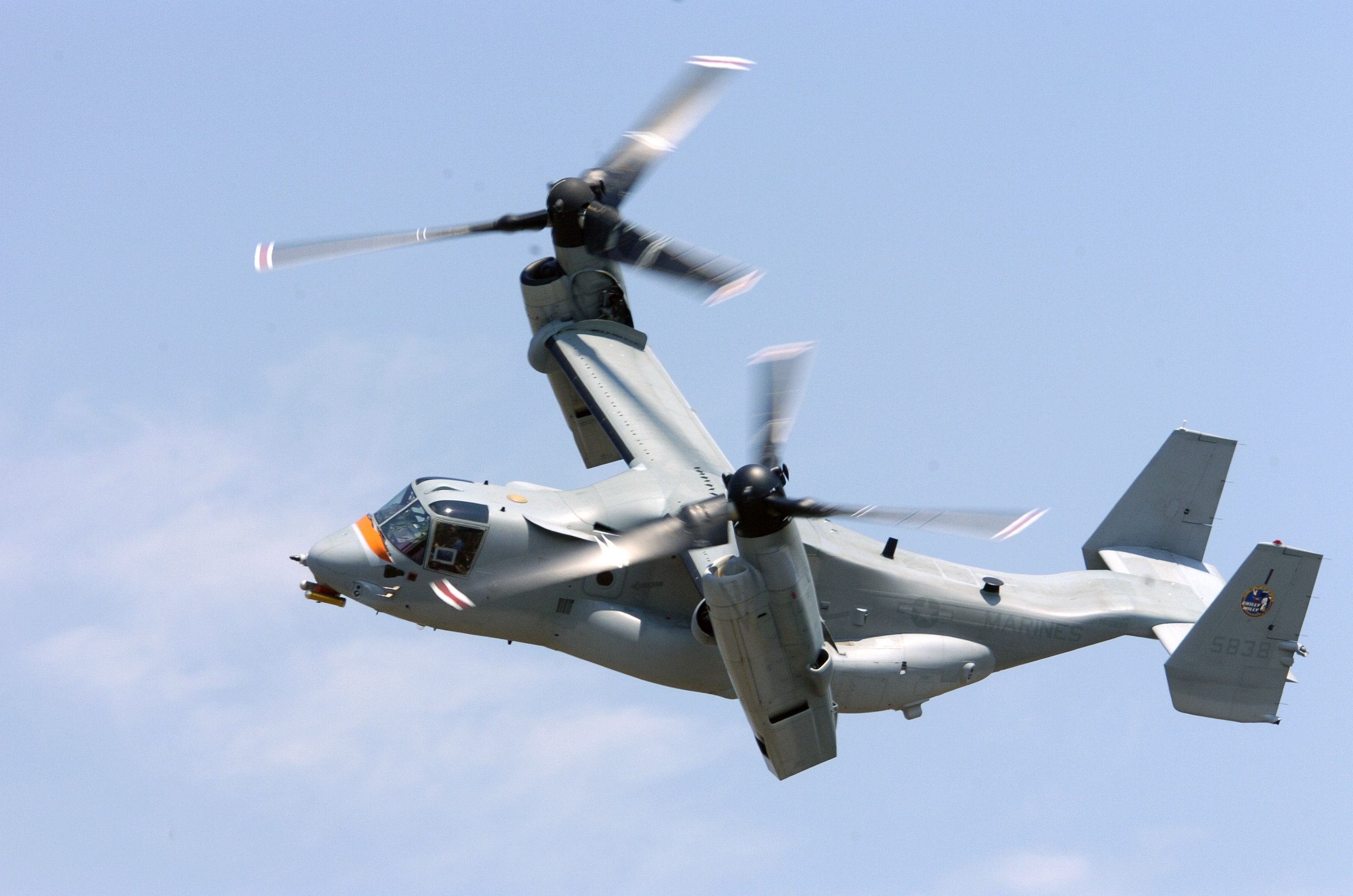
Bell Boeing V-22 Osprey în 2005

În 1920 Frank Vogelzang a brevetat un convertiplan, care însă nu a fost construit niciodată.
Vertol VZ-2 a fost un convertiplan de tip tiltwing proiectat la sfârșitul anilor 1950. Până în 1965 acest model a realizat 450 de zboruri, inclusiv 34 tranziții complete de la zborul vertical la cel orizontal.
Convertiplanul de tip tiltrotor Bell Boeing V-22 Osprey a fost singurul model care a fost produs în serie, fiind adoptat de către forțele armate americane în 2007. AgustaWestland AW609 este o variantă civilă a sa aflată în curs de testare.